# Symfonie nr. 1 (Sjostakovitsj)
Dmitri Sjostakovitsj schreef zijn eerste symfonie, zijn opus 10, in 1924/1925.

## Geschiedenis
De toen 19-jarige Sjostakovitsj schreef zijn eerste symfonie als afstudeeropdracht voor het conservatorium. Het is niet zijn eerste werk voor orkest. Ook zijn opus 1 is al een werk voor orkest, net als enkele andere vroege werken.

## Muziek
Het werk bestaat uit vier delen:
1. Allegretto - Allegro non tropo,
2. Allegro,
3. Lento,
4. Lento - Allegro molto - Largo - Presto.

Reeds in deze eerste symfonie hoort men het voor de symfonieën van Sjostakovitsj kenmerkende slagwerk.

## Uitvoeringen
De première vond plaats op 12 mei 1926 in de stad waar hij was geboren en had gestudeerd, het toenmalige Leningrad, door het Leningrads Philharmonisch Orkest.
Bruno Walter, die Sjostakovitsj het pianouittreksel van de symfonie hoorde spelen, was zo enthousiast dat hij in 1927 het werk buiten de landsgrenzen van de Sovjet-Unie, in Berlijn, opvoerde. Kort daarna werd het werk ook door Stokovski (Philadelphia), sir Hamilton Harty (Manchester) en Toscanini (New York) ten gehore gebracht.

## Orkestratie
Een middelgroot orkest, bestaande uit:
- 2 dwarsfluiten, 2 hobo’s, 2 klarinetten, 2 fagotten
- 4 hoorns, 2 trompetten in B, 1 trompet in F, 3 trombones, 1 tuba
- pauken, 1 kleine trom, 1 triangel, bekkens, 1 grote trom, 1 tamtam, klokken, 1 piano
- strijkers

Nr. 1 in f mineur · Nr. 2 in B majeur, "Oktober" · Nr. 3 in Es majeur, "De eerste mei" · Nr. 4 in c mineur · Nr. 5 in d mineur · Nr. 6 in b mineur · Nr. 7 in C majeur, "Leningrad" · Nr. 8 in c mineur · Nr. 9 in Es majeur · Nr. 10 in e mineur · Nr. 11 in g mineur, "Het jaar 1905" · Nr. 12 in d mineur, "Het jaar 1917" · Nr. 13 in bes mineur, "Babi Yar" · Nr. 14 · Nr. 15 in A majeur